# Hans Alfredson

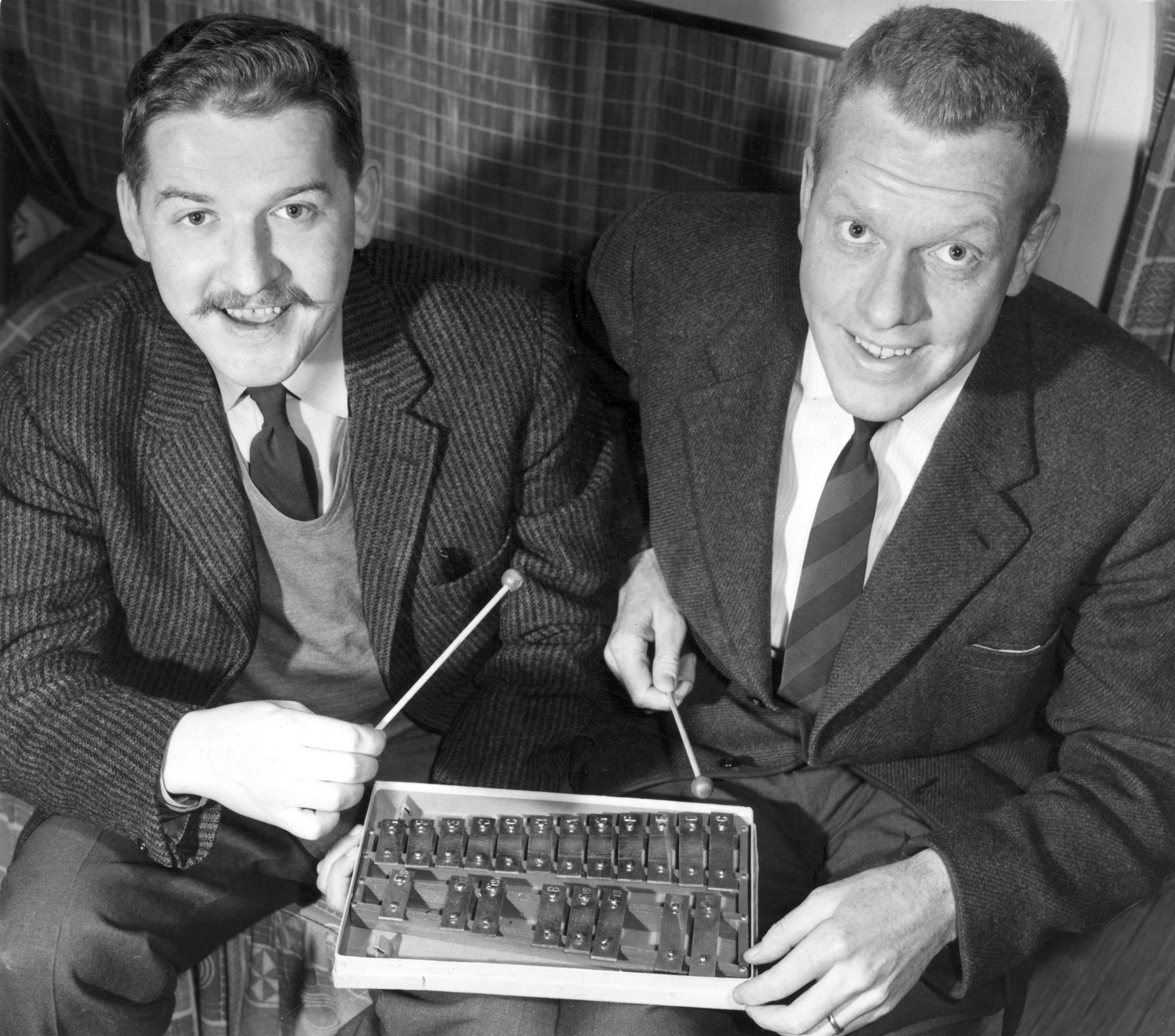
Radarparet under många år, Hasse & Tage, här i början av deras karriärer i en Knäppupp-produktion från 1959.

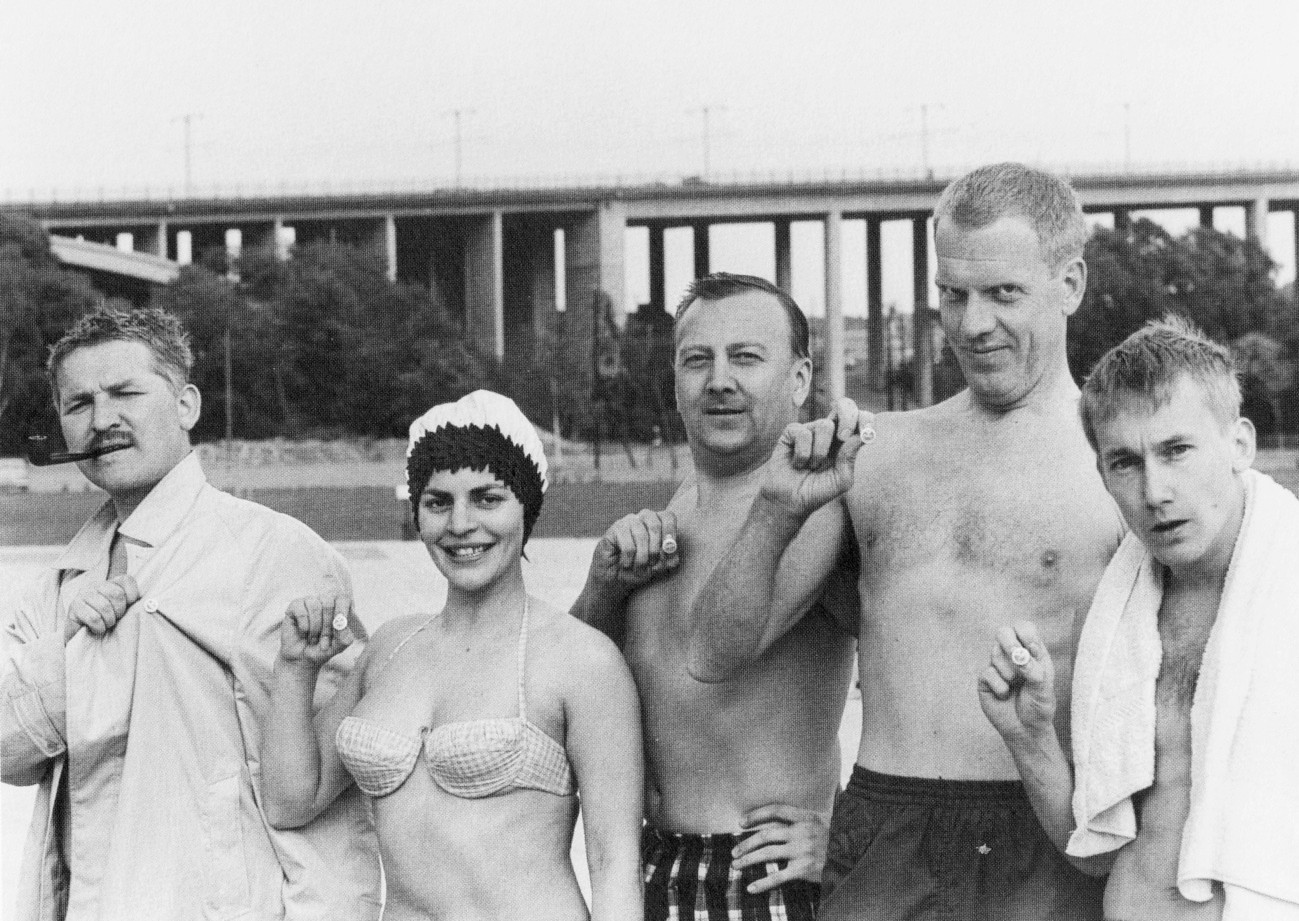
Från vänster: Hans Alfredson, Lissi Alandh, Mille Schmidt, Tage Danielsson och Gösta Ekman med simborgarmärket 1962.

Hans Folke "Hasse" Alfredson, ursprungligen Alfredsson, född 28 juni 1931 i Sankt Pauli församling i Malmö, död 10 september 2017 på Lidingö, var en svensk komiker, filmskapare, skådespelare och författare. Han var främst känd för sitt mångåriga samarbete med Tage Danielsson under benämningen Hasse och Tage, men hade även en omfattande självständig produktion.
Han var chef för Skansen i Stockholm åren 1992–1994.

## Biografi

### Bakgrund
Hans Alfredson föddes i Malmö som son till annonschefen Folke Alfredson (1900–1946) och Aina Eriksson (1905–1996). När han var sju år gammal flyttade familjen till Helsingborg. Alfredson gick på S:t Jörgens skola i norra Helsingborg och 
bodde inte långt ifrån Pålsjö skog, på Karl X Gustavs gata 65 på Tågaborg. Hans Alfredson tog studentexamen vid Hälsingborgs högre allmänna läroverk för gossar (Gossläroverket) i Helsingborg.

### Tidig karriär, Svenska Ord
Alfredson debuterade 1948 som skribent på Helsingborgs-Posten, där han bland annat skrev filmrecensioner under signaturen "Simson". Han studerade samtidigt vid Lunds universitet och medverkade i studentlivet, bland annat i studentspex där han var en av skaparna av spexet Djingis Khan samt som chefredaktör för studenttidningen Lundagård. Studierna avslutade med en fil. kand.-examen 1956, och direkt började han på dåvarande Radiotjänst. Han fick inledningsvis en provanställning i Stockholm, efter att han känt sig "snuvad på ett vikariat" på Radiotjänst i Malmö. Vid Radiotjänst producerade han bland annat Sveriges bilradio. En av de personer han där träffade på och samarbetade med var Tage Danielsson. Tillsammans gick de under benämningen Hasse och Tage och 1961 bildade de nöjesföretaget AB Svenska Ord. De producerade revyer och filmer, och gav ut skivor på etiketten Svenska Ljud, och deras samarbete är en del av svensk humor- och teaterhistoria. Efter Danielssons död 1985 samarbetade Alfredson med bland andra Povel Ramel (Tingel Tangel på Tyrol 1989–1990), Gunnar Hellström (Solskenspojkarna 1996) samt Peter Dalle och Tina Ahlin (Prins Korv under taket 1999).
Alfredson gjorde sina första revysketcher tillsammans med Martin Ljung ("Guben i låddan", 1960, i revyn Karl Gerhards Jubelsommar). Han gjorde sig känd för sin improvisationsförmåga som han bland annat visade upp i Lindeman-intervjuerna i revyerna Gröna Hund, Gula Hund, Lådan och Under dubbelgöken. Denna snabbtänkthet utnyttjade han även senare i radioprogrammet På minuten.

### Egna projekt
På 1970-talet kom Alfredson att arbeta med allvarligare, mer svartsynta projekt, där ett exempel är filmen Den enfaldige mördaren (1982) som bygger på ett kapitel i hans bok En ond man. Han visade även intresse för kriminalgenren, bland annat med samlingen av deckargåtor i novellsamlingen Lagens långa näsa (1983). En av dessa kriminalnoveller gav uppslaget till thrillern Falsk som vatten (1985).
Bakom hans framgångar som humorist och underhållare låg en klar vänstermoralistisk linje och ett engagemang i politiska ämnen, som också visade sig i hans arbete för Amnesty och mot kärnkraft, miljöförstöring, EU, fascism och främlingsfientlighet.  Han var engagerad på nej-sidan i folkomröstningen om EU 1994 och om euron 2003. Romanen Attentatet i Pålsjö skog (1996) är en  alternativhistorisk berättelse om hur det kunde ha gått om Hitlers Tyskland hade anfallit Sverige under andra världskriget, med tydlig adress mot nynazismen. Han var även aktiv i kampanjen Artister mot nazister.
Bland Alfredsons bestående bidrag till svenskt kulturliv kan särskilt nämnas hans insatser som barnviseförfattare ("Blommig falukorv", "Styrman Karlssons äventyr med porslinspjäsen" med flera), som dramatisk skådespelare (till exempel i Ingmar Bergmans Skammen och Jan Troells Utvandrarna), som pjäsförfattare och regissör på Dramaten från 1983 och som chef för Skansen i Stockholm 1992–1994.
Dessutom gjorde Alfredson även illustrationer och scenografin till många av Svenska Ords och sina egna teaterproduktioner. Alfredson mottog 1987 det då nyinstiftade Tage Danielsson-priset, promoverades till hedersdoktor vid Lunds universitet 1992 och utnämndes 1981 till Årets skåning. Han ansvarade för utformandet av den svenska paviljongen vid världsutställningen i Sevilla 1992. Då Alfredson utnämndes till hedersledamot inom Akademiska Föreningen i Lund 1986, instiftades på hans initiativ Nasoteket, där han själv är avbildad som näsa nr 1.

### Senare år
Det var under Alfredsons tid som Skansenchef som Nika och Shiva, elefanterna på Skansen, skänktes till en djurpark i England, trots att elefanthuset där var hälften så stort som Skansens. Avvecklingen av Skansens elefanter är beskriven i Ian Wachtmeisters bok Sotarna, utgiven 2014.
År 2008 startade Alfredson och Svenska Ljud ett ljudboksförlag tillsammans med Frekvens Produktion. Bolaget inriktar sig på att ge ut litterära klassiska verk. Alfredson har själv läst in flera av titlarna, såsom Det går an, Brev från min kvarn och Huckleberry Finn. Alfredson medverkade 2014 på albumversionen av Glada Hudik-teaterns uppsättning av Trollkarlen från Oz, med låten Hundens bästa vän, skriven av Salem Al Fakir och Pontus De Wolfe.

### Familj
Hans Alfredson var från 1956 gift med Gunilla Olsson (född 1933), och är far till regissörerna Daniel och Tomas Alfredson. Sonen Mats omkom 1967, vid fem års ålder, i en elolycka, och därefter adopterades dottern Sofi (född 1968), gift Landström. Hans Alfredson är begravd på Lidingö kyrkogård.

## Eftermäle och i kulturen

### Eftermäle
Hans Alfredsons verksamhet som komiker blev mycket uppmärksammad. Detta gällde inte minst samarbetena med Tage Danielsson på scen, radio och film under 1960- och 1970-talen. Deras produktioner förnyade revygenren, och Alfredsons improvisationsteknik och förkärlek för ordlekar – inte minst som Lindeman – har präglat publikens bild av honom. På senare år gjorde han viktiga insatser även som författare och genom politiska ställningstaganden. Hans båda söner har fortsatt familjen Alfredsons filmverksamhet med internationellt uppmärksammade produktioner.
År 2023 instiftade Helsingborgs Dagblad kulturpriset Hassepriset till minne av Alfredson. Priset fokuserar på Hasse Alfredsons humanistiska gärning, snarare än hans humoristiska, och delas årligen ut till en person som gjort en kulturgärning i hans humanistiska anda.

### Priser och utmärkelser
Alfredsons verksamhet i olika medier, och betydelse för svensk humor, ledde till att han fick motta ett antal olika kulturella pris och utmärkelser. Här listas några av de mer framträdande:

- Karl Gerhards hederspris, med  Tage Danielsson,  1968
- Evert Taube-stipendiet, med  Tage Danielsson,  1972
- Lisebergsapplåden, med  Tage Danielsson,  1980[20]
- Årets skåning,  1981
- Litteris et Artibus,  1981
- Edvardpriset,  1983
- Jonathan Blake Fun Club,  1986
- Gustaf Fröding-stipendiet,  1987
- Tage Danielsson-priset,  1987
- Piratenpriset,  1990
- Hedersdoktor,  1992
- Johnny Bode-stipendiet,  1992
- Natur & Kulturs kulturpris,  1997
- Guldmasken,  2000
- Grammis,  2000
- Ingemar Hedenius-priset,  2003
- Kungliga priset,  2011
- Hedersguldbaggen,  2013
- Guldäpplet,  2016[21]

[Redigera Wikidata]

### Skulptur

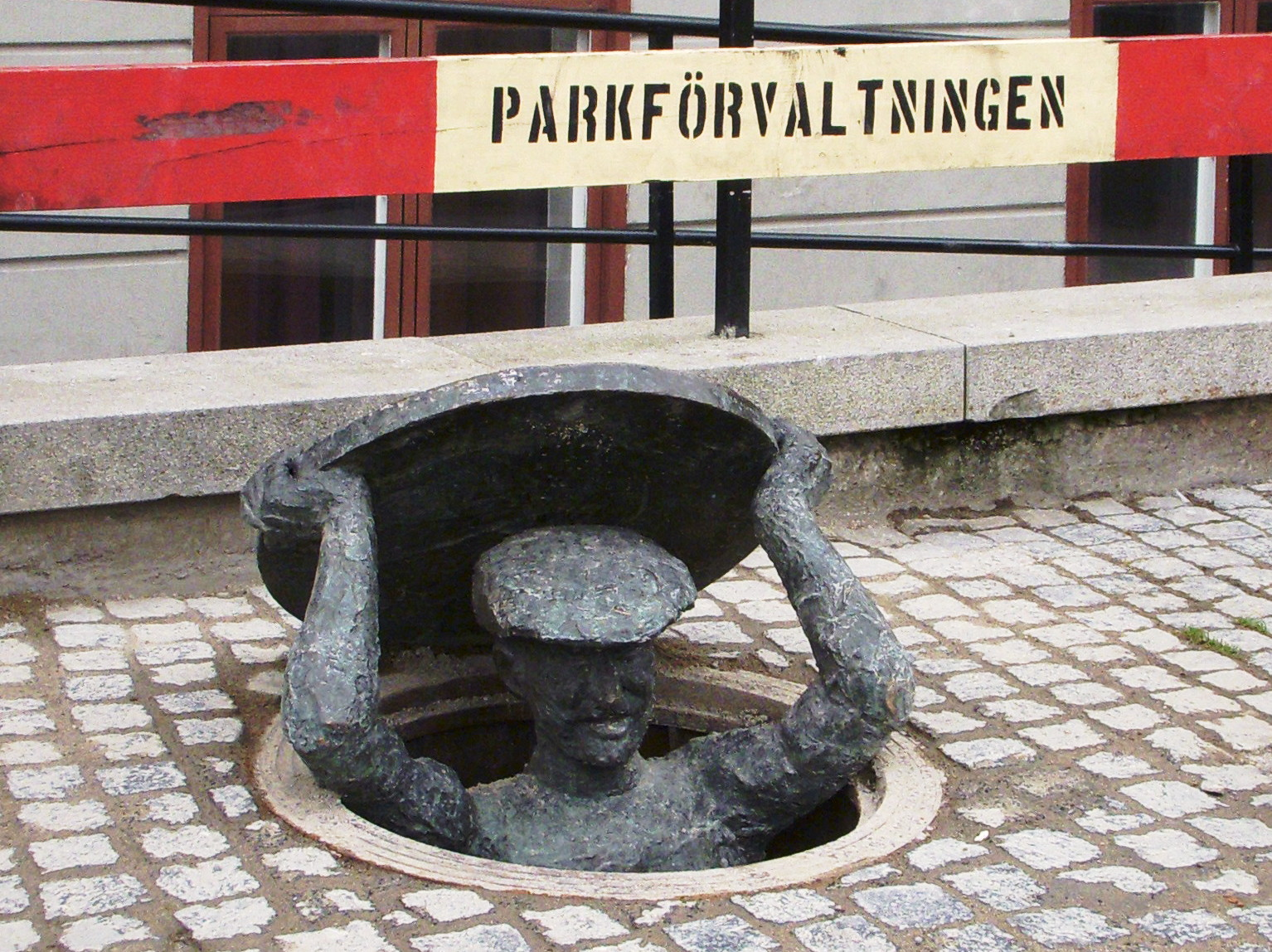
Humor på Södermalmstorg, 2011.

Hasse Alfredson finns även förevigad i skulpturen Humor skapad 1967 av K. G. Bejemark. Skulpturen visar en gatuarbetare med Alfredsons anletsdrag som tittar fram ur en manlucka i gatan (ursprungligen Hamngatan i Stockholm och sedan 2011 på Södermalmstorg). Alltsammans är avspärrat med "Parkförvaltningens" gul-röda bockar, som är en del av konstverket. Bejemark ville genom skulpturen, som han bekostade själv, hylla Alfredson efter att denne 1967 utsetts till Sveriges roligaste person i en pristävling, anordnad av veckotidningen Bildjournalen.

## Filmografi

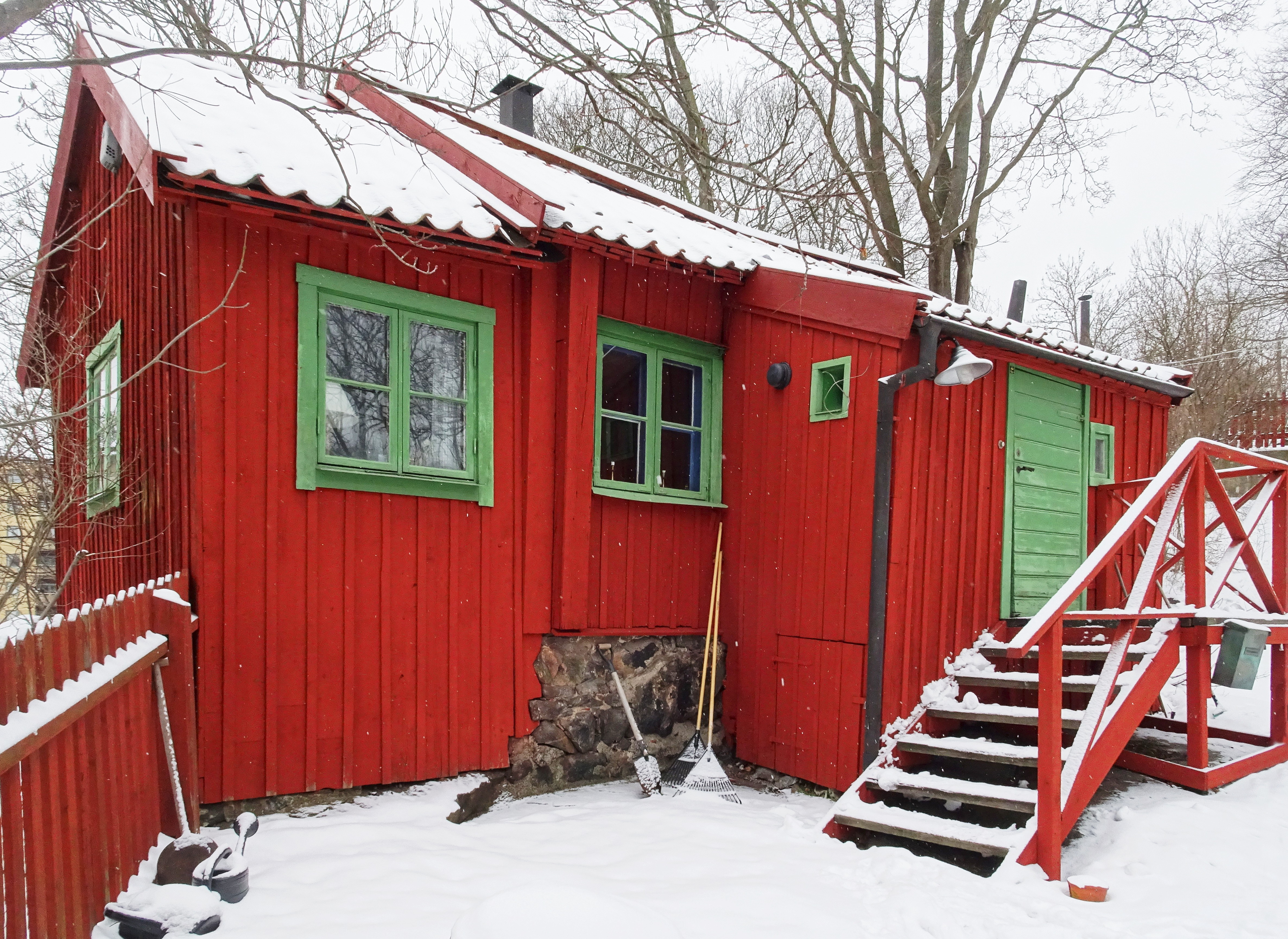
Svenska Ords skrivstuga, januari 2019.

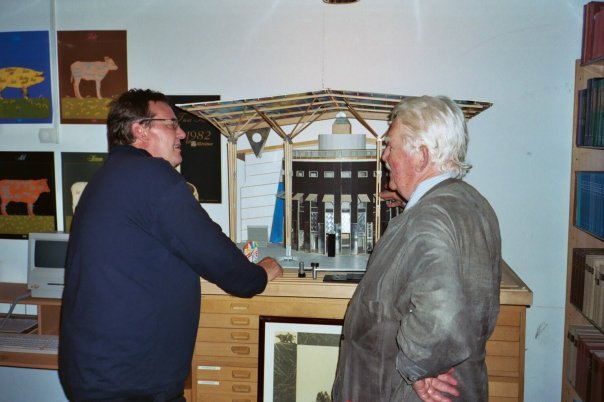
Hans Alfredson (t.h.) och Olof Jarlman vid en modell av den svenska paviljongen vid världsutställningen i Sevilla.

### Som regissör och manusförfattare i urval
- 1960 – 16 år (TV-serie)
- 1973 – Kvartetten som sprängdes (TV-serie)
- 1975 – Ägget är löst!
- 1980 – Räkan från Maxim (TV-serie) (pjäs av Georges Feydeau)
- 1982 – Den enfaldige mördaren
- 1983 – Aftonstjärnan (pjäs)
- 1983 – P&B
- 1985 – Falsk som vatten
- 1987 – Jim och piraterna Blom
- 1988 – Vargens tid
- 1988 – Familjen Schedblad (TV-serie) (medregi: Tomas Alfredson)
- 1990 – Tingel tangel (TV-serie) (TV-film, medregi: Mikael Ekman)
- 1996 – 90 minuter 90-tal (episoden Älvakungen dyker upp)
- 1998 – När karusellerna sover (TV-serie) (manus: Hasse Alfredson, regi: Arne Lifmark)

### Manus i samarbete med Tage Danielsson
Samtliga med regi av Tage Danielsson.
- 1964 – Svenska bilder
- 1965 – Att angöra en brygga
- 1968 – I huvet på en gammal gubbe
- 1971 – Äppelkriget
- 1978 – Picassos äventyr

### Roller
- 1958 – Ett svårskött pastorat
- 1964 – Svenska bilder
- 1965 – Att angöra en brygga
- 1966 – Lystnaden (lundensisk karnevalsfilm)
- 1967 – Skrållan, Ruskprick och Knorrhane
- 1968 – I huvet på en gammal gubbe
- 1968 – Skammen
- 1970 – Grisjakten
- 1970 – På rymmen med Pippi Långstrump
- 1971 – Äppelkriget
- 1971 – Utvandrarna
- 1972 – Nybyggarna
- 1973 – Kvartetten som sprängdes (TV-serie)
- 1973 – Elsa får piano
- 1974 – Gangsterfilmen
- 1974 – Dunderklumpen! (röst till Humlan)
- 1975 – Släpp fångarne loss – det är vår!
- 1975 – Ägget är löst!
- 1975 – Långtradarchaufförens berättelser (TV-serie)
- 1976 – Tordyveln flyger i skymningen (radioteater)
- 1977 – Den allvarsamma leken
- 1978 – Picassos äventyr
- 1981 – Sopor
- 1981 – Sista budet
- 1982 – Den enfaldige mördaren
- 1983 – P&B
- 1985 – Falsk som vatten
- 1987 – Jim och piraterna Blom
- 1989 – Resan till Melonia (röst till Slagg)
- 1990 – Macken – Roy's & Roger's Bilservice
- 1991 – Den stora badardagen
- 1991 – Den goda viljan (TV-serie)
- 1993 – Drömkåken
- 1996 – Jerusalem
- 1997 – Snacka om nyheter (TV-serie)
- 1998 – Längtans blåa blomma (TV-serie)
- 1998 – När karusellerna sover (TV-serie)
- 1999 – Sofies värld
- 2000 – Hundhotellet. En mystisk historia (röst till hunden Sture)
- 2004 – Dag och natt
- 2005–2006 – Örnen (TV-serie) (Danmark)
- 2008 – Maria Larssons eviga ögonblick
- 2008 – Tomtar och troll
- 2009 – Luftslottet som sprängdes
- 2010 – Grotesco (TV-serie) (gästroll i avsnitt 6)
- 2011 – Alfredson och söner (TV-serie)
- 2012 – Isdraken

### Övrigt
- 1981 – Tuppen (idégivare)

## Teater

### Regi
| År   | Produktion                                                                  | Teater              |
| ---- | --------------------------------------------------------------------------- | ------------------- |
| 1966 | Å vilken härlig fred Hans Alfredson och Tage Danielsson                     | Dramaten            |
| 1980 | HMS Pinafore Arthur Sullivan och W. S. Gilbert                              | Oscarsteatern       |
| 1983 | Aftonstjärnan Hjalmar Söderberg                                             | Dramaten            |
| 1984 | Ett experiment Hjalmar Söderberg                                            | Dramaten            |
| 1987 | En liten ö i havet Hans Alfredson efter Halldór Laxness roman Atomstationen | Dramaten            |
| 1990 | Nilsson & Olsson eller Lämmeleffekten Hans Alfredson                        | Dramaten            |
| 1992 | Dödgrävaren Hans Alfredson                                                  | Dramaten            |
| 2001 | En ryss, en ryss, en ryss och Bellman Hans Alfredson och Peter Dalle        | Elverket, Dramaten. |
| 2002 | Lille Ronny Hans Alfredson                                                  | Maximteatern        |

### Roller
| År   | Roll                              | Produktion                                                                    | Regi              | Teater           |
| ---- | --------------------------------- | ----------------------------------------------------------------------------- | ----------------- | ---------------- |
| 1959 | Skolvaktmästaren                  | Doktor Kotte slår till eller Siv Olson Hans Alfredson och Tage Danielsson     | Per Edström       | Idéonteatern     |
| 1964 | Medverkande                       | Gula hund, revy Hans Alfredson och Tage Danielsson                            | Tage Danielsson   | Chinateatern     |
| 1969 | Axel Tobias Falkenström           | Spader, Madame! eller Lugubert sa Schubert Hans Alfredson och Tage Danielsson | Tage Danielsson   | Oscarsteatern    |
| 1980 | Sir Joseph Porter, förste sjölord | HMS Pinafore Arthur Sullivan och W. S. Gilbert                                | Hans Alfredson    | Oscarsteatern    |
| 1989 | Medverkande                       | Tingel-tangel, revy Povel Ramel och Hans Alfredson                            | Mikael Ekman      | Restaurang Tyrol |
| 1996 | Ludde Johansson                   | Solskenspojkarna Neil Simon                                                   | Hans Klinga       | Intiman          |
| 1998 | Spöket                            | Råttfångaren Rikard Bergqvist                                                 | Agneta Ehrensvärd | Dramaten         |

#### Scenografi
| År   | Produktion                         | Upphovsmän                           | Regi            | Teater        |
| ---- | ---------------------------------- | ------------------------------------ | --------------- | ------------- |
| 1982 | Animalen                           | Lars Johan Werle och Tage Danielsson | Tage Danielsson | Oscarsteatern |
| 1996 | Solskenspojkarna The Sunshine Boys | Neil Simon                           | Hans Klinga     | Intiman       |

#### Dramatik
- 1954 – Karnevalsspexet Djingis Khan, medförfattare
- 1969 – Spader, Madame! eller Lugubert sa Schubert av Hans Alfredson och Tage Danielsson (även regi), Oscarsteatern[26]
- 1984 – Klacksparkar ur min bokhylla
- 1987 – En liten ö i havet efter Halldór Laxness roman Atomstationen. För Dramaten.
- 1990 – Nilsson & Olsson eller Lämmeleffekten, Dramaten
- 1992 – Dödgrävaren, Dramaten
- 2001 – En ryss, en ryss, en ryss och Bellman på Elverket, Dramaten.
- 2001 – Å ena sidan... tillsammans med Peter Dalle för Elverket, Dramaten.
- 2002 – Lille Ronny – melodram på Maximteatern i Stockholm

#### Översättningar (i urval)
- Jeppe på berget (Jeppe paa Bierget) av Ludvig Holberg
- Påklädaren (The Dresser) av Ronald Harwood
- Hårda bud (The Lying Kind) av Anthony Neilson
- 1996 – Solskenspojkarna av Neil Simon, regi Hans Klinga, Intiman[29]
- 1998 – Guys and Dolls av Frank Loesser, Joe Swerling och Abe Burrows, regi Hans Marklund, Oscarsteatern[31]
- Tartuffe av Molière
- Misantropen av Molière

## Diskografi
- 1965 – Hans Alfredson sjunger Blommig falukorv och andra visor för barn (CD 1996)
- 1968 – Varför är det så ont om Q? (CD 1996)